# Jean-Paul Martin du Gard
Pour les articles homonymes, voir Jean-Paul Martin (homonymie), Martin du Gard, Martin et Gard (homonymie).
Jean-Paul, Marc, Pierre Martin du Gard  (né le 3 mai 1927 à Paris et mort le 26 février 2017 à Paris) est un athlète français, licencié au  PUC (Paris Université Club), spécialiste du 400 mètres. Il est le fils de l'écrivain Maurice Martin du Gard.

## Carrière
Jean-Paul Martin-du-Gard est sélectionné pour les  Jeux olympiques de 1952. Il fait partie du relais 4 × 400 mètres français se classant sixième de la finale.
En 1954, il remporte la médaille d'or du relais 4 × 400 m lors des Championnats d'Europe de Berne. L'équipe de France, composée par ailleurs de Pierre Haarhoff, Jacques Degats et Jean-Pierre Goudeau, établit un nouveau record national en 3 min 8 s 7 et devance la République fédérale d'Allemagne et la Finlande. 
En dehors du sport, il est architecte DPLG en 1959, chargé de mission, puis architecte conseil auprès du Ministère de la Santé de 1961 à 1987. Parmi ses principales réalisations, on peut citer le CREPS de Reims, centre de formation de l'expertise et de la performance sportive, les Centres Hospitaliers de Verdun et de Bar-le-Duc, l'extension de l' Hôpital du Vésinet, les Centres pour personnes handicapées de Ghyvelde et de Saran en 2004, et la Polyclinique de Liévin de 1995 à 2004.
Il est président de la section athlétisme du Paris Université Club de 1998 à 2003 et président du Groupement des Internationaux Français d'Athlétisme de 1998 à 2002.

## Palmarès
- 35 sélections en équipe de France A.
- Champion de France du 200 m en 1955.
- Il contribue à améliorer par 3 fois le Record de France du relais 4 × 400 mètres en 1950, 1952 et 1954.

| Date | Compétition                  | Lieu       | Place | Épreuve   |
| ---- | ---------------------------- | ---------- | ----- | --------- |
| 1949 | Jeux mondiaux universitaires | Merano     | 2e    | 400 m     |
| 1951 | Jeux méditerranéens          | Alexandrie | 1er   | 4 × 400 m |
| 1952 | Jeux olympiques              | Helsinki   | 6e    | 4 × 400 m |
| 1954 | Championnats d'Europe        | Berne      | 1er   | 4 × 400 m |

## Meilleurs temps
| Épreuve | Performance | Date |
| ------- | ----------- | ---- |
| 200 m   | 21 s 6      | 1954 |
| 400 m   | 47 s 7      | 1952 |